# إيما شيريدان فراي
إيما شيريدان فراي (بالإنجليزية: Emma Sheridan Fry) هي مُدرسة وكاتِبة وكاتبة مسرحية وممثلة أمريكية، ولدت في 1 أكتوبر 1864 في باينسفيل في الولايات المتحدة، وتوفيت في 1936 في ويستوود في الولايات المتحدة.